# ديتمار روت
ديتمار روت (بالألمانية: Dietmar Roth)‏ (16 سبتمبر 1963 بكارلسروه في ألمانيا - ) هو لاعب كرة قدم ألماني في مركز الدفاع. لعب مع آينتراخت فرانكفورت وإف إس في فرانكفورت وشالكه 04 وكيكرز أوفنباخ ونادي كارلسروه.

## وصلات خارجية
- ديتمار روث على موقع قاعدة بيانات كرة القدم.إي يو (الإنجليزية)